# Trichorhina bequaerti
Trichorhina bequaerti är en kräftdjursart som beskrevs av Van Name 1936. Trichorhina bequaerti ingår i släktet Trichorhina och familjen myrbogråsuggor. Inga underarter finns listade i Catalogue of Life.